# John Quincy Stewart
John Quincy Stewart (10 settembre 1894 – 19 marzo 1972) è stato un astrofisico statunitense.

## Biografia
Ha conseguito il dottorato di ricerca in fisica presso l'Università di Princeton nel 1919. Insegnò astrofisica a Princeton dal 1921 fino al suo pensionamento nel 1963.
Stewart era un ingegnere aeronautico civile, un primo tenente dell'esercito, e in seguito prestò servizio come capo istruttore presso la Army Engineering School, durante la Prima guerra mondiale. In seguito fu un ingegnere ricercatore presso l'American Telephone and Telegraph Company. Si interessò alla fisica sociale nel 1946 (investigata per la prima volta nel 1693 dall'astronomo Edmond Halley), dimostrando l'uso delle leggi fisiche nell'area delle scienze sociali, ad esempio la gravitazione demografica.
Ha co-scritto un influente libro di testo in due volumi nel 1927 con Raymond Smith Dugan e Henry Norris Russell: Astronomy: A Revision of Young's Manual of Astronomy (Ginn & Co., Boston, 1926–27, 1938, 1945). Questo divenne il libro di testo standard di astronomia per circa due decenni. C'erano due volumi: il primo era Il sistema solare e il secondo era Astrofisica e astronomia stellare.